# NGC 4205
NGC 4205 este o galaxie spirală situată în constelația Dragonul. A fost descoperită în 4 octombrie 1861 de către Heinrich Louis d'Arrest. Se află la o distanță de 16,83 megaparseci de Pământ.